# Xuanhuaceratops
Xuanhuaceratops là một chi khủng long, được Zhao X. Cheng Z. Xu X. & Makovicky mô tả khoa học năm 2006.